# أنطونيو باوتيستا
أنطونيو باوتيستا هو طيار جوي ‏ فلبيني، ولد في 17 سبتمبر 1937 في كاباناتوان في الفلبين، وتوفي في 11 يناير 1974 بسبب قتل في المعركة.

## معرض صور

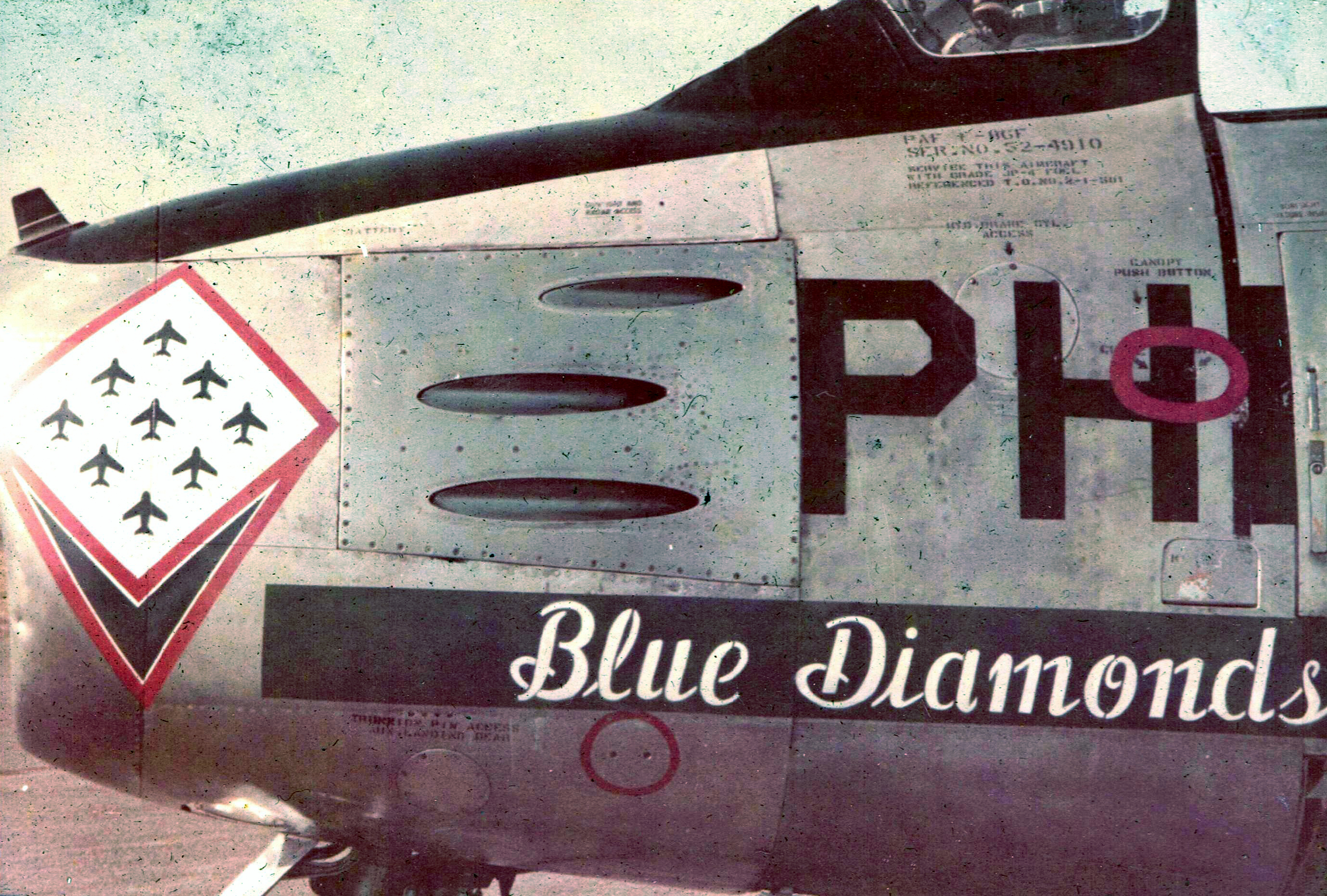
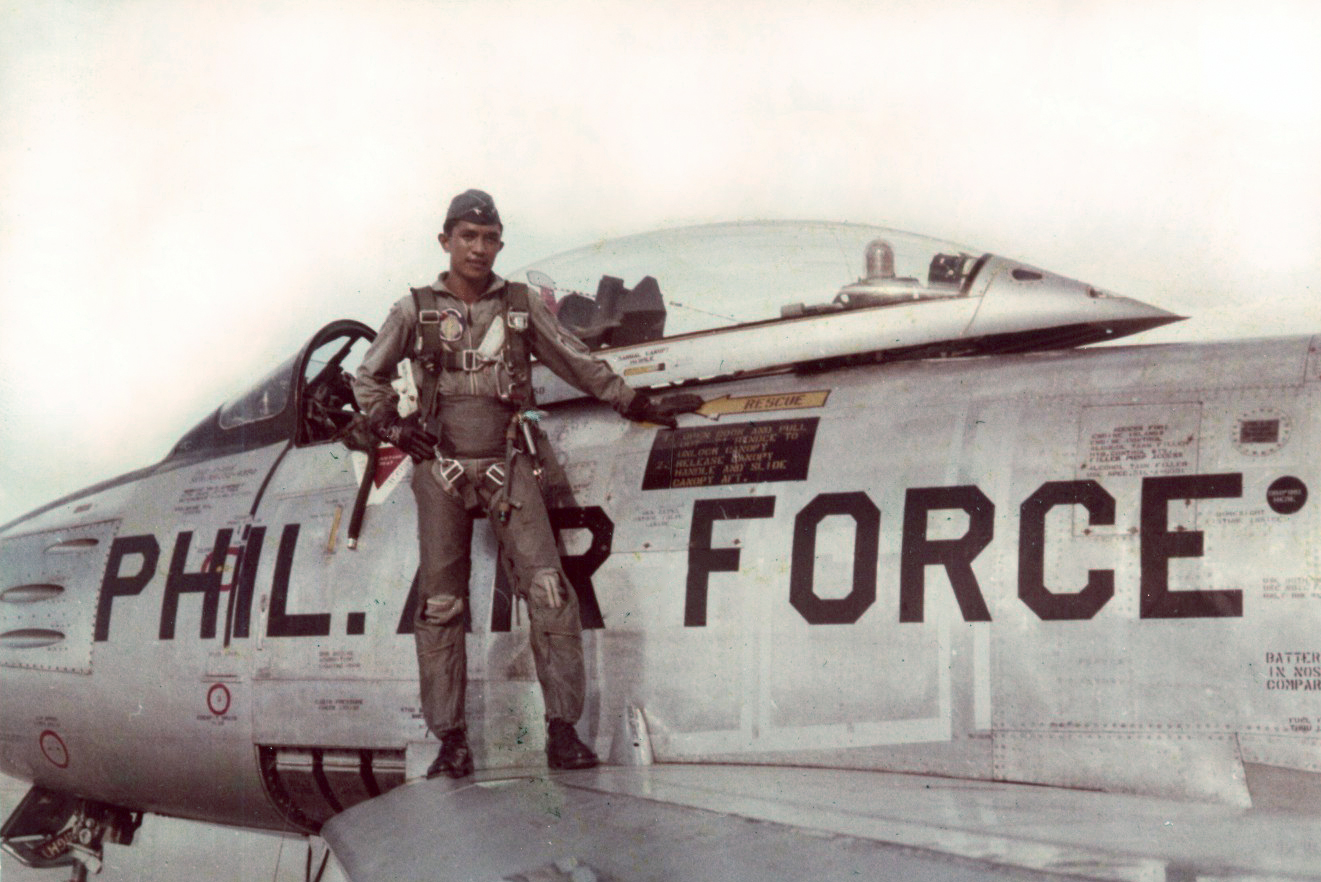
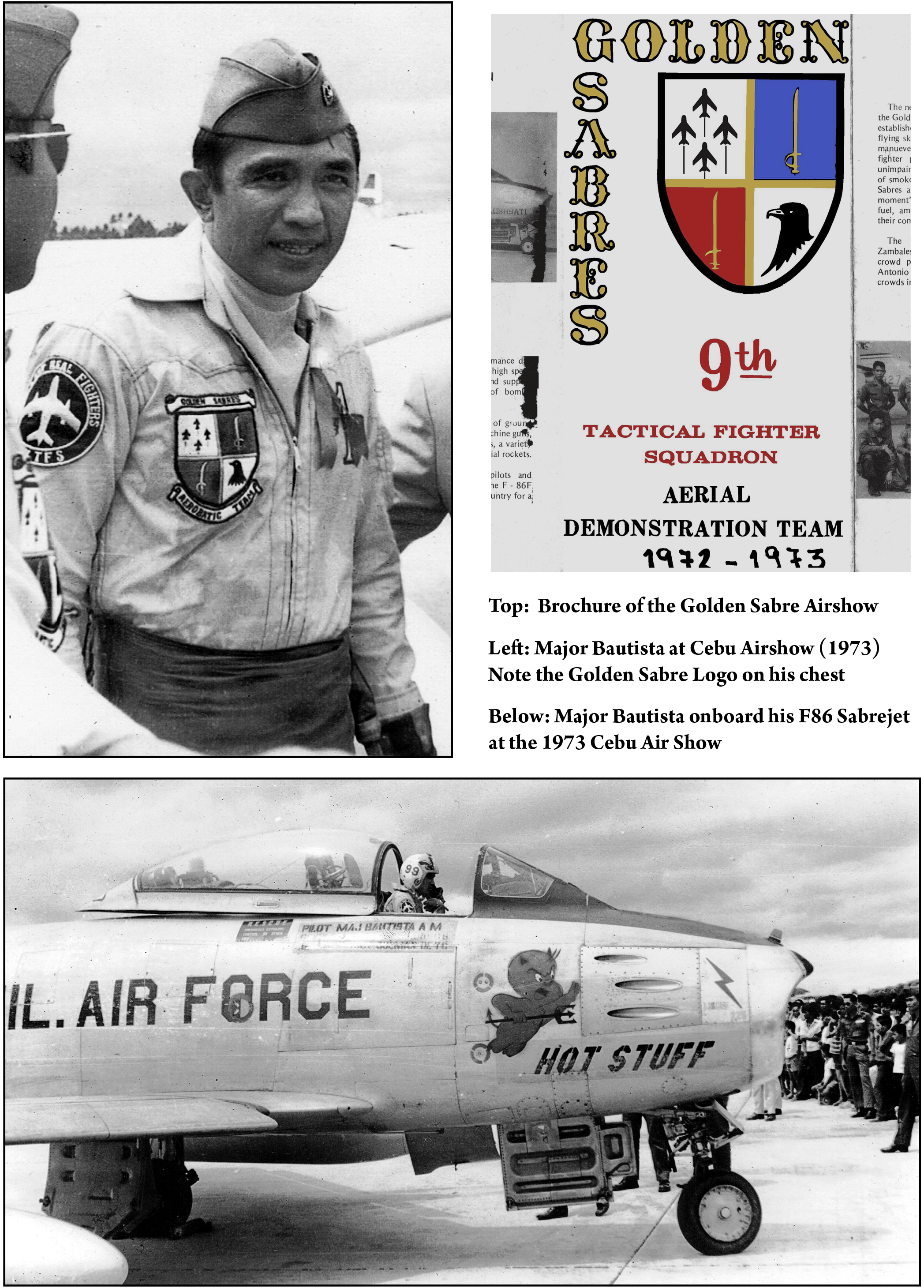
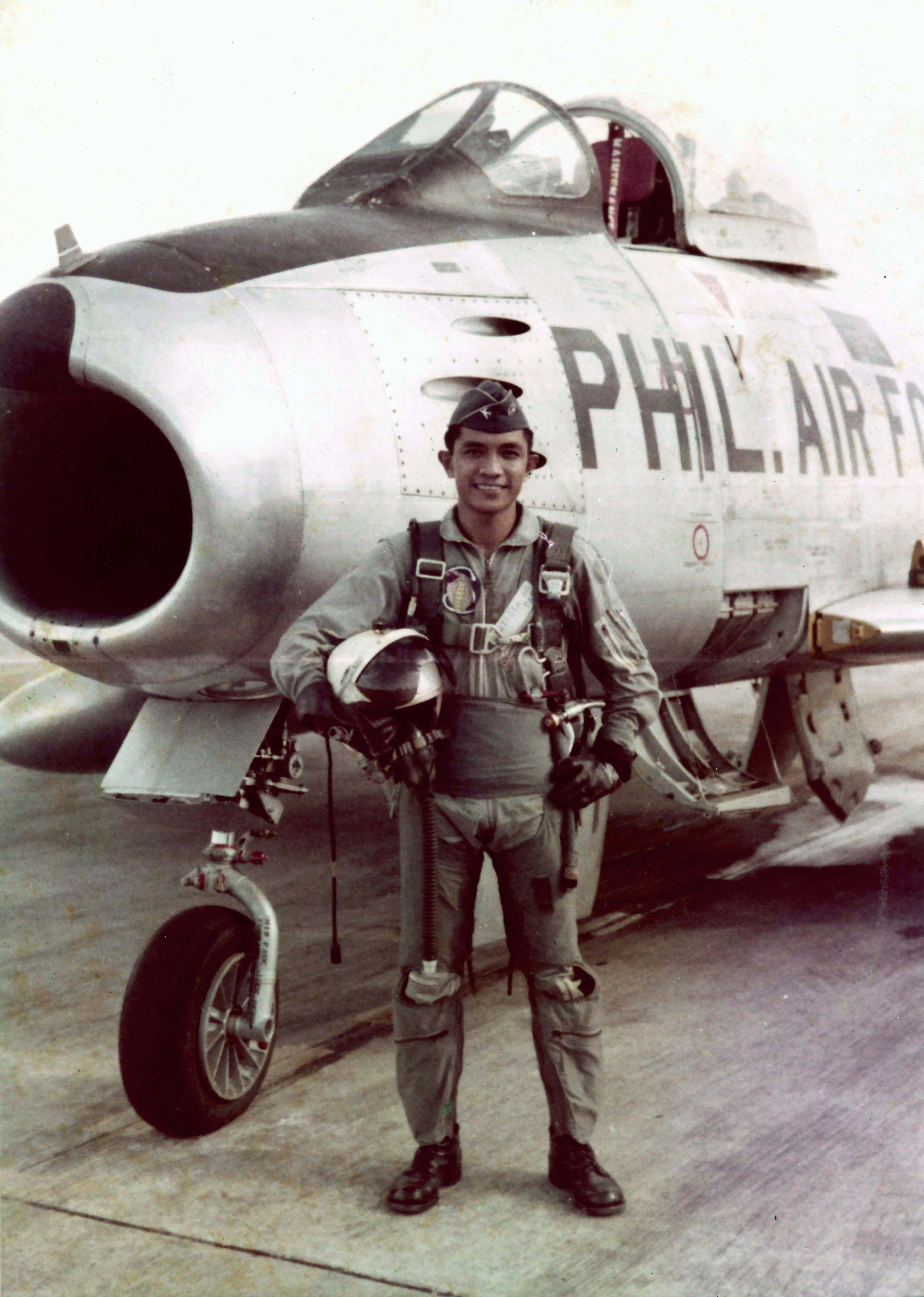